# アレルギー疾患対策基本法
アレルギー疾患対策基本法（アレルギーしっかんたいさくきほんほう、平成26年6月27日法律第98号）は、アレルギー疾患対策の基本理念に関する日本の法律である。
2014年6月20日に成立し、6月27日に公布された。第1章から4章、第1条から第22条で構成される。

## 概要
この法律は、アレルギー疾患を有する者が多数存在すること、アレルギー疾患には急激な症状の悪化を繰り返し生じさせるものがあること、アレルギー疾患を有する者の生活の質が著しく損なわれる場合が多いこと等アレルギー疾患が国民生活に多大な影響を及ぼしている現状及びアレルギー疾患が生活環境に係る多様かつ複合的な要因によって発生し、かつ、重症化することに鑑み、アレルギー疾患対策の一層の充実を図るため、アレルギー疾患対策に関し、基本理念を定め、国、地方公共団体、医療保険者、国民、医師その他の医療関係者及び学校等の設置者又は管理者の責務を明らかにし、並びにアレルギー疾患対策の推進に関する指針の策定等について定めるとともに、アレルギー疾患対策の基本となる事項を定めることにより、アレルギー疾患対策を総合的に推進することを目的とする。
この法律において「アレルギー疾患」とは、気管支ぜん息、アトピー性皮膚炎、アレルギー性鼻炎、アレルギー性結膜炎、花粉症、食物アレルギーその他アレルゲンに起因する免疫反応による人の生体に有害な局所的又は全身的反応に係る疾患であって政令で定めるものをいう。

## 法律構成
出典:
- 第一章　総則（第一条―第十条）
- 第二章　アレルギー疾患対策基本指針等（第十一条―第十三条）
- 第三章　基本的施策
  - 第一節　アレルギー疾患の重症化の予防及び症状の軽減（第十四条・第十五条）
  - 第二節　アレルギー疾患医療の均てん化の促進等（第十六条・第十七条）
  - 第三節　アレルギー疾患を有する者の生活の質の維持向上（第十八条）
  - 第四節　研究の推進等（第十九条）
  - 第五節　地方公共団体が行う基本的施策（第二十条）
- 第四章　アレルギー疾患対策推進協議会（第二十一条・第二十二条）
- 附則